# Le follie di Madagascar
Le follie di Madagascar, distribuito anche col titolo   Perdutamente Madagascar, (Madly Madagascar) è un film del 2013 diretto da David Soren. È un cortometraggio con protagonisti i personaggi del franchise di Madagascar. Il corto, della durata di 22 minuti, è stato creato in vista della festività di San Valentino, ed è uscito in DVD negli Stati Uniti il 29 gennaio 2013. In Italia è stato trasmesso il 23 dicembre 2014 sul canale K2.

## Trama
San Valentino è una delle feste preferite di Alex il leone nello zoo, perché è stato ricoperto di San Valentino da numerosi ammiratori, ma ora che è in Africa, sta scoprendo che San Valentino non è quello che è stato usato. Poco dopo, un profumo, chiamato "Love Potion No. 9", viene gettato fuori da un piano di consegna e viene scoperto dal lemure Re Julien, che vuole venderlo agli animali della savanna. Nel frattempo, Marty la zebra maschio incontra una femmina di okapi di cui lui ed il resto delle zebre sono infatuati, ma lei non lo ricambia. Cerca di procurarsi un po' di pozione, ma Julien scappa, così Marty (grazie ai pinguini) crea una vera pozione che lo rende davvero irresistibile per gli okapi. Sfortunatamente, lo stesso vale per il 99% delle femmine (e dei maschi) nella savana.
All'inizio lo sta godendo, ma dopo un po' Marty scopre che essere irresistibile non è tutto ciò che è rotto in modo che alla fine salti nel buco per perdere la folla, rimuovendo il suo odore irresistibile nel processo. Nel frattempo, è il primo San Valentino di Melman la giraffa maschio con Gloria l'ippopotamo femmina, e come tale, è determinato a renderlo perfetto, anche se questo significa andare un po' in mare. È il primo San Valentino di Gloria anche con Melman ed è eccitata, ma Melman è stato così preso dal lavoro sul regalo a sorpresa di Gloria che presume che la stia ignorando e pensa che lo stia scaricando a San Valentino. Mentre i pinguini trovano le risorse per creare la pozione d'amore in un campo, la moglie bambola di Skipper se n'è "andata" con un'altra bambola con i muscoli. Mentre sfugge agli umani, Skipper si scusa con il pupazzetto per essere insensibile a lei a San Valentino e lei "lo perdona".
Di ritorno nella savana, Alex e Julien tentano di fare un'altra pozione, ma Alex ha l'effetto opposto e ha un odore orribile per tutti. Dopo che Gloria si è resa conto del perché Melman fosse così distante e si riconcili con lui, arriva Marty e ricorda loro che Alex non ha ricevuto una sola cartolina di San Valentino da nessuno, così hanno messo le carte sul suo "Albero di San Valentino" per rimediare a lui. Julien arriva presto con un'altra pozione etichettata "Love Potion n. 15" e, ancora una volta, cerca di vendere la pozione a tutti, ma il contenitore si frantuma versando la pozione su Julien facendogli cadere la pelliccia, lasciandolo nudo. Improvvisamente, tutti gli animali se ne vanno, completamente disgustati. Il cortometraggio si conclude con il consigliere di Julien, l'aye-aye Maurice, che cerca di coprirlo, perché Julien chiede "Dov'è l'amore?"

## Curiosità
Nell'edizione italiana del corto trasmessa su K2 (proprio come quella di Buon Natale, Madagascar!), i doppiatori italiani dei film non hanno ripreso i loro ruoli; questa volta non solo nei personaggi principali, ma anche in quelli secondari.